# Black Donald Creek
Black Donald Creek är ett vattendrag i Kanada.   Det ligger i provinsen Ontario, i den sydöstra delen av landet, 100 km väster om huvudstaden Ottawa.
I omgivningarna runt Black Donald Creek växer i huvudsak blandskog. Trakten runt Black Donald Creek är nära nog obefolkad, med mindre än två invånare per kvadratkilometer.